# Władysław Klimczak (architekt)

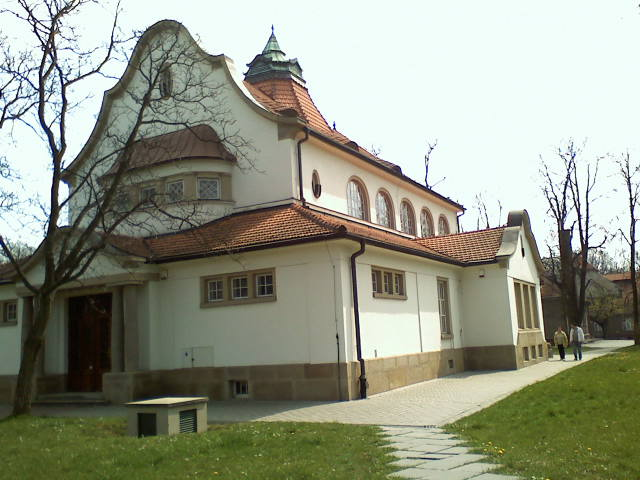
Szpital w Kobierzynie

Władysław Klimczak (ur. 19 listopada 1878 w Taniawie (powiat doliński), zm. 17 marca 1929 we Lwowie) – inżynier architekt, profesor Politechniki Lwowskiej.
Uczył się w Nowym Sączu, po zdaniu matury rozpoczął studia na Wydziale Architektury Politechniki Lwowskiej. Był studentem Edgara Kovátsa oraz Talowskiego. W 1903 został zatrudniony w biurze budowlanym Wydziału Krajowego we Lwowie, później na stanowisku radcy. W listopadzie 1920 został profesorem nadzwyczajnym w Katedrze Architektury Politechniki Lwowskiej. W 1925 mianowany profesorem zwyczajnym. W trakcie pracy zawodowej wyróżniony 20 nagrodami. W 1925 został jednym z redaktorów miesięcznika „Architektura i Budownictwo”, był członkiem Polskiego Towarzystwa Politechnicznego oraz Koła Architektów. Specjalizował się w budynkach szpitalnych i sanatoryjnych. Jest autorem ok. 60 takich realizacji, między innymi w Częstochowie, Lwowie i Krakowie.
- W latach 1908–1914 rozplanował układ urbanistyczny szpitala psychiatrycznego w Krakowie-Kobierzynie jako miasta-ogrodu. Realizację 15 pawilonów szpitalnych oraz 40 innych budynków na powierzchni 52 ha wykonał wraz z Tadeuszem Zielińskim, Antonim Budkowskim oraz Zygmuntem Jarlanym

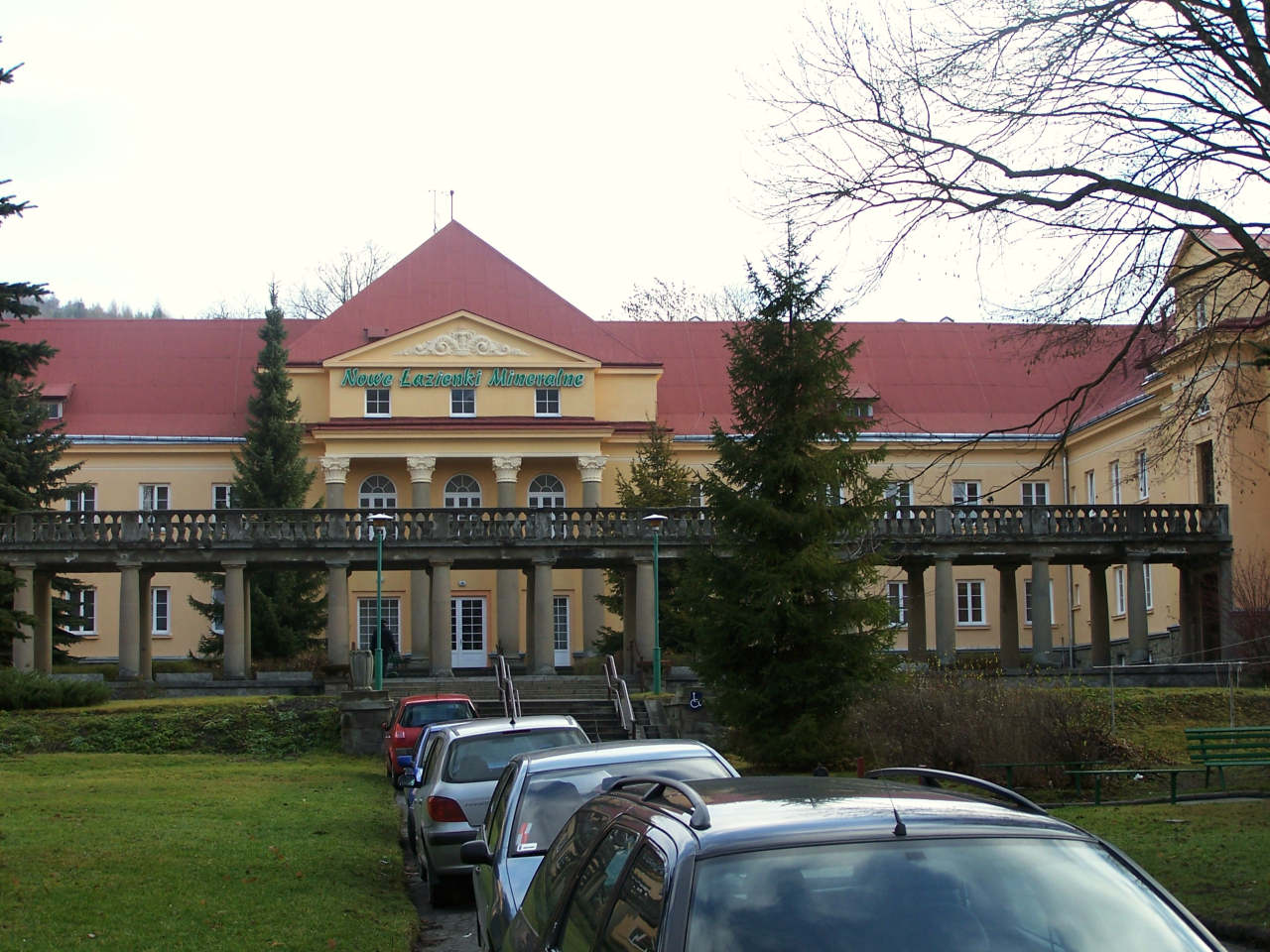
Nowe Łazienki w Krynicy-Zdroju

- W latach 1924–1926 powstały Nowe Łazienki Mineralne w Krynicy Zdroju, „Kiosk” okrąglak u wejścia na krynicki deptak, przygotował projekt pomnika Pułaskiego.
- W latach 20. zaprojektował wieżę ciśnień w Ciechocinku.
- W latach 1923–1929 kierował remontem zabudowań klasztornych przy kościele św. Marii Magdaleny we Lwowie, gdzie w miejscu poaustriackiego więzienia dla kobiet znalazły się Wydziały Inżynierii i Chemii Politechniki Lwowskiej.